# برویکشر
برویکشر (به انگلیسی: Berwickshire) یک شهرستان تاریخی در اسکاتلند است که در اسکوتیش بوردرز واقع شده بود.
این شهرستان در قرون وسطی تشکیل شده و در سال ۱۹۷۴ میلادی منحل شده است.